# 莊用賓
莊用賓（1504年—1578年），字君采，号方塘，福建泉州府晉江縣人，民籍，明朝政治人物。同進士出身。

## 生平
嘉靖七年（1528年）戊子科福建鄉試第七名舉人；嘉靖八年（1529年）聯捷己丑科會試第八名，廷試三甲第十三名進士。授行人，官升至刑部員外郎。後因遭到汪鋐忌恨，出任浙江按察僉事。後抵禦倭寇進犯陣亡。萬曆三十二年（1604年）贈太僕寺少卿。

## 家族
曾祖莊宜晉；祖父莊元璧；父莊岩，母蕭氏。重庆下。兄莊用虚；莊一俊（同科進士）。弟莊用晦。
曾孫莊際昌。